# 近海漁業

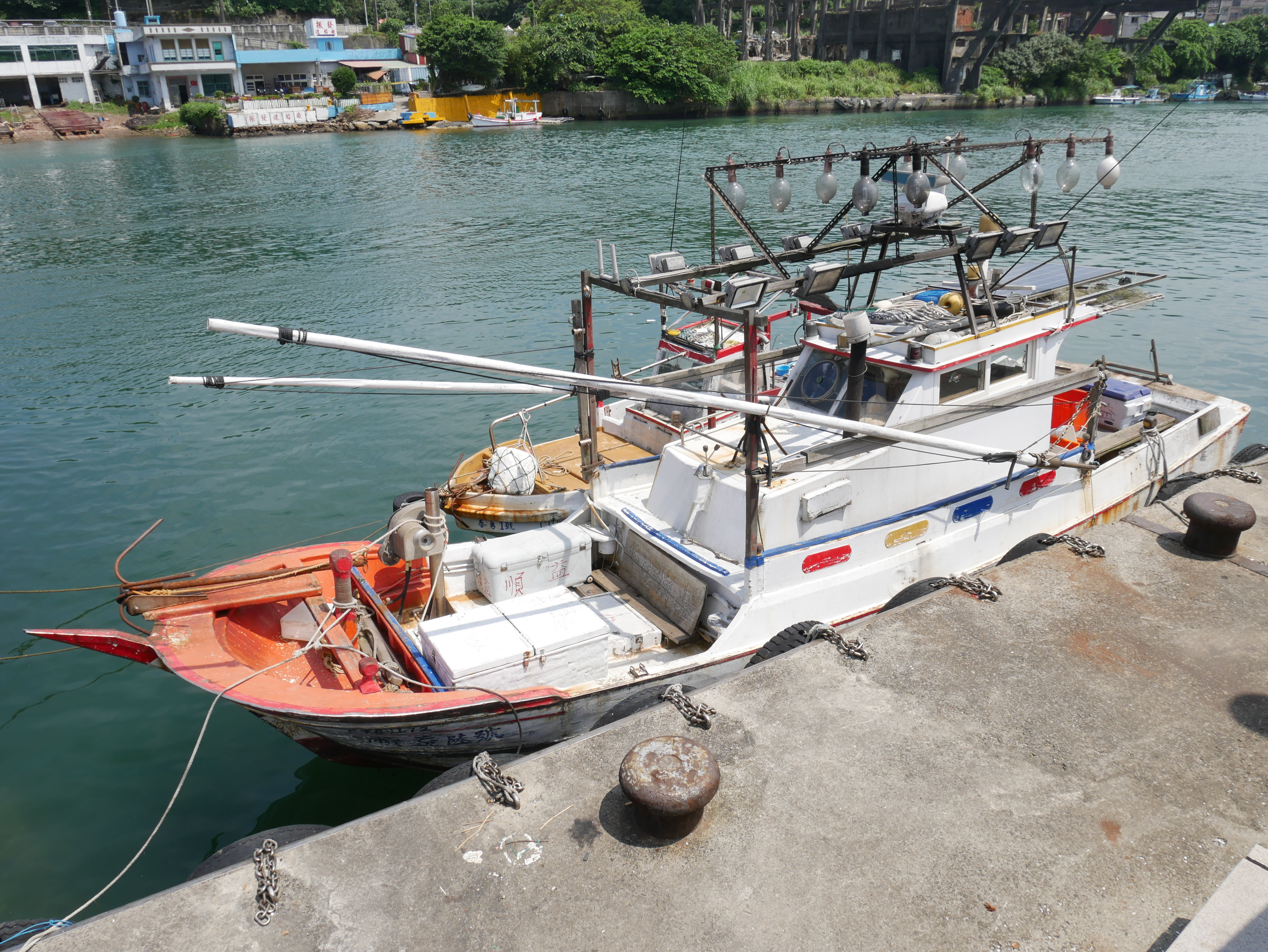
臺灣基隆市中正區八尺門漁港內的近海漁船順益6號與泰勇1號

近海漁業，是指在離岸12到200海浬的經濟海域之內從事的海洋漁業。通常以中型漁船為主，使用拖網、巾著網、鯖魚圍網等來進行捕撈作業。因海洋污染及過度捕撈，魚源出現枯竭現象。